# 官渡鎮 (瀏陽市)
官渡鎮（かんとちん）は中華人民共和国湖南省長沙市瀏陽市の鎮。湖南・江西両省の省境にあり、瀏陽市東部の中心地であり、交通の要衝でもある。

## 行政区画
- 田郊村
- 兵和村
- 観音塘村
- 竹聯村
- 新雲山社区（2015年、雲山村、新安社区が合併して新雲山社区となる。)
- 南岳社区
- 竹山社区

## 歴史
222年、三国の東呉の時、県政庁の所在地を設置、当時は居陵と称した。
元代の時、県政庁の所在地を設置。
1992年4月、官渡鎮に昇格。

## 経済

### 名物・特産品
- 野菜
- 苗木
- たばこ
- イノシシ
- 黒山羊

## 地理
官渡鎮は瀏陽市の東部に位置し、北は達滸鎮と、東は張坊鎮と、西は沿渓鎮と、南は永和鎮とそれぞれ接している。
- 河川：大渓河
- 山：大金山

## 教育
- 官渡中学

## 交通

### 道路
- 省道：S309
- 高速道路：長瀏高速道路
- 県道：X002

## 観光
- 官渡古鎮：国家3A級景区[4]